# فيرنر كيلر
فيرنر كيلر (بالألمانية: Werner Keller)‏ هو كاتب مقالات وصحفي وكاتب ألماني، ولد في 13 أغسطس 1909 في Nutha ‏ في ألمانيا، وتوفي في 29 فبراير 1980 في أسكونا في سويسرا.

## وصلات خارجية
- فيرنر كيلر على موقع مونزينجر (الألمانية)